# Frédéric de Danemark (1529-1556)
Pour les articles homonymes, voir Frédéric de Danemark.
Titres
Evêque de Hildesheim
3 octobre 1551 – 27 octobre 1556 
5 ans et 24 jours
Prince-évêque de Schleswig
3 octobre 1551 – 27 octobre 1556 
5 ans et 24 jours
Frédéric de Danemark  (en danois : Frederik af Danmark), né en 1529 au Château de Gottorf (duché de Schleswig) et mort le 27 octobre 1556 à Kiel (duché de Schleswig-Holstein-Gottorp), fut prince-évêque de Schleswig et évêque de Hildesheim.

## Biographie
Frédéric de Danemark est le fils de Frédéric Ier de Danemark et de Norvège et de Sophie de Poméranie.
Le 3 octobre 1551, il devient prince-évêque de Schleswig puis évêque de Hildesheim.
Il meurt 27 octobre 1556 à l'âge de 27 ans, son frère Adolphe de Holstein-Gottorp lui succède comme prince-évêque de Schleswig.
Le prince Frederick a été enterré dans la cathédrale de Schleswig.

## Sources
- (en) Cet article est partiellement ou en totalité issu de l’article de Wikipédia en anglais intitulé « Frederick of Denmark (bishop) » (voir la liste des auteurs).